# Master’s FA
A Master’s FA egy kanadai labdarúgócsapat, amelynek székhelye az Ontario állambeli Scarborough városában található. A klub 2014 óta a kanadai másodosztályban, a League1 Ontario-ban szerepel. Hazai mérkőzéseit a 3 000 néző befogadására alkalmas L’Amoreaux Parkban játssza. A tartomány másodosztályához való 2014-es csatlakozás óta egyszer, a 2019-es szezonban szerezték meg a bajnoki címet, így kvalifikáltak a Canadian Championship-be, ahol az első körben, a York United elleni 5–0-ás vereséggel zárult mérkőzéssel búcsúztak a kupától.

## Sikerek
- League1 Ontario
  - Bajnok (1): 2019

## További hivatkozások
- Hivatalos honlapja Archiválva 2023. május 11-i dátummal a Wayback Machine-ben